# Валасозеро
Валасозеро (Валас-озеро) — пресноводное озеро на территории Кестеньгского и Малиновараккского сельских поселений Лоухского района Республики Карелии.

## Общие сведения
Площадь озера — 1,7 км². Располагается на высоте 73,4 метров над уровнем моря.
Форма озера продолговатая: оно вытянуто с северо-запада на юго-восток. Берега изрезанные, каменисто-песчаные, местами заболоченные.
Через водоём протекает река Плавежма, впадающая в Кандалакшский залив Белого моря.
В озере расположено не менее пяти небольших безымянных островов.
У юго-восточной оконечности Валасозера располагается посёлок при станции Кереть, через который проходит линия железной дороги Санкт-Петербург — Мурманск.
Код объекта в государственном водном реестре — 02020000711102000002071.